# Reginald Gardiner
Pour les articles homonymes, voir Gardiner.
Reginald Gardiner est un acteur britannique, né le 27 février 1903 à Londres et mort le 7 juillet 1980 à Westwood en Californie.

## Filmographie
- 1927 : Les Cheveux d'or (The Lodger)
- 1931 : Bull Rushes
- 1931 : Aroma of the South Seas : l'homme
- 1931 : The Perfect Lady : Lord Tony Carderay
- 1932 : Josser on the River : Donald
- 1932 : Flat No. 9 : Peter Merridew
- 1933 : Radio Parade
- 1933 : Leave It to Smith : Lord Redwood
- 1934 : Virginia's Husband : John Craddock
- 1934 : Borrow a Million : Alastair Cartwright
- 1934 : How's Chances? : Dersingham
- 1935 : A Little Bit of Bluff : Hugh Rigby
- 1935 : Opening Night
- 1935 : Royal Cavalcade : conducteur
- 1936 : L'amiral mène la danse (Born to Dance) : policier
- 1937 : Demoiselle en détresse (A Damsel in Distress) : Keggs
- 1938 : Everybody Sing : Jerrold Hope
- 1938 : Marie-Antoinette : Comte Charles d'Artois
- 1938 : Amants (Sweethearts) : Norman Trumpett
- 1938 : La P'tite d'en bas (The Girl Downstairs) de Norman Taurog : Willie
- 1939 : Laurel et Hardy conscrits (The Flying Deuces) : François
- 1939 : The Night of Nights : Michael Fordin
- 1940 : Le docteur se marie (The Doctor Takes a Wife) d'Alexander Hall : John Pierce
- 1940 : Dulcy de King Vidor : Schuyler Van Dyke
- 1940 : Le Dictateur : Commandant Schultz
- 1941 : My Life with Caroline : Paul Martindale
- 1941 : Un Yankee dans la RAF (A Yank in the R.A.F.) : l'officier de l'air Roger Pillby
- 1941 : Crépuscule (Sundown) : Lieutenant Roddy Turner
- 1942 : L'Homme qui vint dîner (The man who came to dinner) : Beverly Carlton
- 1942 : Les Chevaliers du ciel (Captains of the Clouds) : Scrounger Harris (pilote du bush)
- 1943 : Aventure en Libye (Immortal Sergeant) : Benedict
- 1943 : Et la vie recommence (Forever and a Day) : l'assistant du gérant de l'hôtel
- 1943 : Rosie l'endiablée (Sweet Rosie O'Grady) : Charles, duc de Trippingham
- 1943 : Claudia : Jerry Seymour
- 1945 : The Horn Blows at Midnight : compositeur / Archie Dexter
- 1945 : Molly and Me de Lewis Seiler : Harry Phillips / Peabody, the Butler
- 1945 : Joyeux Noël dans le Connecticut (Christmas in Connecticut) de Peter Godfrey : John Sloan
- 1945 : Les Dolly Sisters (The Dolly Sisters) : Tony, duc de Breck
- 1946 : La Folle Ingénue (Cluny Brown) : Hilary Ames
- 1946 : Voulez-vous m'aimer ? (Do you love me ?) : Herbert Benham
- 1946 : One More Tomorrow : Jim Fisk
- 1947 : Embrassons-nous (I Wonder Who's Kissing Her Now) : Will Hough
- 1948 : Massacre à Furnace Creek (Fury at Furnace Creek) d'H. Bruce Humberstone : Capitaine Grover A. Walsh
- 1948 : La Dame au manteau d'hermine (That Lady in Ermine) : Alberto
- 1948 : Scandale en première page (That Wonderful Urge) : Conte André de Guyon
- 1950 : La Rue de la gaieté (Wabash Avenue) : English Eddie
- 1950 : Parade du rythme (I'll Get By) : lui-même (apparition)
- 1950 : Okinawa (Halls of Montezuma) : sergent Randolph Johnson
- 1951 : Enlevez-moi, Monsieur ! (Elopement) de Henry Koster : Roger Evans
- 1952 : Androclès et le Lion (Androcles and the Lion) de Chester Erskine : Lentulus (courtier)
- 1954 : La Veuve noire (Black Widow) : Brian Mullen, le mari de Lottie
- 1955 : La Danseuse et le Milliardaire (Ain't Misbehavin') d'Edward Buzzell : Anatole Piermont Rogers'm
- 1955 : Alice in Wonderland (série télévisée) : le chevalier blanc
- 1956 : Millionnaire de mon cœur (The Birds and the Bees) : Gerald
- 1957 : L'Histoire de l'humanité (The Story of Mankind) : William Shakespeare
- 1958 : Trois bébés sur les bras (Rock-a-Bye Baby) : Harold Hermann
- 1961 : Histoire d'un amour (Back street) de David Miller : Dalian
- 1962 : M. Hobbs prend des vacances (Mr. Hobbs takes a vacation) : Reggie McHugh
- 1964 : Madame Croque-maris (What a Way to Go!) : le peintre
- 1965 : Deux Cinglés à l'armée (Sergeant Dead Head) de Norman Taurog : lieutenant commandant Talbott
- 1965 : Ne pas déranger s'il vous plaît (Do Not Disturb) : Simmons
- 1966 : The Pruitts of Southampton (en) (The Pruitts of Southampton) (série télévisée) : Ned Pruitt, l'oncle